# Tibetanski bor
Tibetanski bor (lat. Pinus densata), koji se naziva i tibetanski bor, je vrsta četinjača iz porodice Pinaceae. Endemična je u Kini, uglavnom u pokrajinama Qinghai na jugu, Sečuan na zapadu i Yunnan na sjeveru, kao i na sjeveru Autonomna regija Tibet, na nadmorskim visinama od 2600 do 4 200 metara. Ispod 3000 metara se nalazi kao hibrid s Pinus tabuliformis i Pinus armandii.
Drveće je visine do 30 m, s ovalno-stožastom krošnjom kod starijeg drveća. Kora je crveno-smeđa, ljuskava i obrasta kada je mlada, dok se sa starenjem pretvara u tamno sivo-smeđu s nepravilnim četvrtastim, debelim pločicama. Grane su u prvoj godini su čvrste, sjajne žuto-smeđe, a u drugoj i trećoj godini postaju crvenkaste. Zimski pupoljci su smeđi, jajolično-stožasti, dimenzija 15 × 6 mm, blago smolkasti, ljuskice bijele obrubljene na rubu, oštre na vrhu. Igle traju 3 godine, 2(-3) po četini, ravne, blago uvijene, dimenzija 8-14 cm × 1-1,5 mm. Stomatalne linije su na svim površinama, smolasti kanali 3 ili 4, rubni, povremeno 1 ili 2 medijalna, baza s trajnim omotačem u početku 5-10 mm, rub fino serulatan, apeks akutan. Konusi peludi su žuto-smeđi, cilindrični, dimenzija 10-18 × 3-4,5 mm. Konusi sjemenki su samotni ili u parovima, viseći, sjedeći ili kratko pedunkulatni, zreli su tamno smeđi, ovalni su prije otvaranja, a ovalni ili široko ovalni kad su otvoreni, 4-6 × 4-7 cm, postojani. Sjemenske ljuskice su s istaknutim apofizama, rombične, debljine 4-7 mm, oštro poprečno kockaste; umbo je dorzalan, s kratkim pršljenom. Sjemenke su svijetlosivo smeđe, elipsoidno-jajolike, 4-6 mm; krilo 15-20 mm. Oprašivanje je u svibnju; češeri sazrijevaju u listopadu druge godine.

## Vanjske poveznice

### Ostali projekti
|  | Zajednički poslužitelj ima stranicu o temi Pinus densata    |
|  | Zajednički poslužitelj ima još gradiva o temi Pinus densata |
|  | Wikivrste imaju podatke o taksonu Pinus densata             |